# Patricia Bosworth
Patricia Bosworth, nacida como Patricia Crum (Oakland, California, 24 de abril de 1933-Manhattan, Nueva York, 2 de abril de 2020) fue una periodista, biógrafa, memorista y actriz estadounidense. Fue miembro de la facultad de la escuela de periodismo de la Universidad de Columbia, así como de Barnard College, y fue ganadora del Premio de primera plana por su logro periodístico al escribir sobre la Lista negra de Hollywood. Murió durante la Pandemia de enfermedad por coronavirus de 2019-2020 debido a complicaciones causadas por el COVID-19.

## Nacimiento y educación
Nacida como Patricia Crum en Oakland, California, Bosworth fue hija del destacado abogado Bartley Crum y la novelista Anna Gertrude Bosworth. Creció especialmente cerca de su hermano menor, Bartley Crum Jr. Su padre era activo en política como confidente de Wendell Willkie durante las elecciones presidenciales de 1940 en los Estados Unidos, y sirvió en el Comité de Investigación Angloamericano de Palestina de 1945 que asesoró al presidente Harry Truman para apoyar la creación de un estado judío. El anciano Crum ganó fama por ser uno de los seis abogados que defendieron a los Hollywood Ten durante el susto rojo al comienzo de la Guerra Fría en 1947. Su carrera sufrió durante las consecuencias de la Lista Negra, y la familia se mudó de California a Nueva York a fines de 1948.
En California, se educó en la escuela de Miss Burke y en el Convento del Sagrado Corazón. A los 13 años, con la intención de convertirse en actriz, adoptó el apellido de soltera de su madre como apellido. Cuando la familia se mudó a Nueva York, Bosworth asistió por primera vez a la Escuela Chapin; Más tarde, fue a la Ecole International en Ginebra, Suiza. Bosworth estudió en el Sarah Lawrence College, graduándose en 1955 con una especialización en danza y escritura.

## Carrera

### Actuación
Mientras todavía era estudiante en Sarah Lawrence, comenzó a modelar para la Agencia John Robert Powers. Fue contratada por Diane y Allan Arbus para posar para un anuncio de revista para la compañía de autobuses Greyhound. 
Poco después de su graduación universitaria, se convirtió en miembro del Actors Studio en Manhattan, donde estudió con el maestro Lee Strasberg. Arthur Penn la eligió como protagonista en su primera obra profesional, una prueba previa a Broadway del Blue Denim de James Leo Herlihy, sobre las consecuencias del embarazo adolescente y el aborto. Bosworth apareció en varios espectáculos de Broadway durante las décadas de 1950 y 1960, incluidos Inherit the Wind, Small War on Murray Hill (dirigida por Garson Kanin) y Mary Kerry de Jean Kerr (donde estudió de 1961 a 1965 antes de ser elegida para liderar la obra al final de la carrera). Interpretó a la hermana de Elaine Stritch en el drama El pecado de Pat Muldoon y una adolescente con la boca motorizada basada en la joven Nora Ephron en la comedia de Phoebe Ephron Howie. Durante este período, Bosworth también estuvo de gira en The Glass Menagerie, interpretando a Laura para Amanda de Helen Hayes, y sigue siendo vista junto a Tommy Sands. Trabajó regularmente en series de televisión populares como Naked City, The Secret Storm, Young Dr. Malone y The Patty Duke Show. También se puede ver en la película Four Boys and a Gun como la esposa de James Franciscus, y como una pelirroja descontenta en la audiencia del documental de culto de 1960 de Bert Stern Jazz on a Summer's Day, sobre el Festival de Jazz de Newport de 1958. 
Como actriz, fue más conocida por interpretar a la hermana Simone, la joven amiga del personaje de Audrey Hepburn, la hermana Luke, en The Nun's Story (1959). Dirigida por Fred Zinnemann, la película fue un gran éxito de taquilla y nominada a múltiples premios de la Academia. En 1958, al enterarse de que fue elegida para The Nun's Story, también supo que estaba embarazada. Posteriormente tuvo un aborto clandestino en Manhattan. Poco después, cogió un avión a Roma para encontrarse con Fred Zinnemann, donde comenzó a sufrir hemorragias. En Roma, la enviaron a un convento del hospital como novicia. Se descubrió que no se sentía bien debido al aborto y fue llevada al hospital para que la atendieran. La película se retrasó debido a su recuperación.

### Periodista
A mediados de la década de 1960, dejó de actuar para convertirse en periodista. Obtuvo notoriedad como escritora con varias características centradas en Broadway y entrevistas publicadas en la revista New York y el New York Times. Más tarde en la década, se convirtió en editora de la revista Screen Stars y trabajó en Magazine Management Company junto a Mario Puzo, quien entonces estaba comenzando los borradores de su novela El padrino. De 1969 a 1972 Bosworth fue editor principal de McCall's; Se desempeñó como editora gerente de Harper's Bazaar de 1972 a 1974. El fundador de Penthouse, Bob Guccione, contrató a Bosworth como editora ejecutiva de la revista de mujeres eróticas Viva de 1974 a 1976. Durante las décadas de 1970 y 1980, revisó numerosos libros para The New York Times, escribió piezas de arte independientes para Times, Time Life y otras revistas nacionales, y contribuyó con una columna mensual sobre arte y entretenimiento a la revista Working Woman. 
Fue editora en Mirabella de 1993 a 1995. Fue contratada por primera vez como editora colaboradora en Vanity Fair en 1984, bajo la dirección de la revista de Tina Brown, y trabajó en esa capacidad hasta 1991. Continuó trabajando por cuenta propia para la revista hasta 1997, cuando se reincorporó como editora colaboradora bajo el liderazgo de Graydon Carter, una posición que mantuvo hasta el final de su vida. Su perfil de Elia Kazan y sus reflexiones sobre la Lista negra de Hollywood, publicada en la edición de Vanity Fair de la primavera de 1999, le valió el Premio de primera plana del Newswomen's Club de Nueva York. 

### Autora
Fue autora de las biografías más vendidas de Montgomery Clift (1978), Diane Arbus (1984), Marlon Brando (2000) y Jane Fonda (2011). Su libro, Montgomery Clift: Una biografía explora cómo el enfoque introvertido del actor a su oficio influyó en James Dean y muchos otros. Bosworth, cuyo padre había sido abogado de Clift a fines de la década de 1940, tenía acceso total a la familia de Clift mientras investigaba el proyecto. También habló con muchos de los amigos y colegas cercanos de Clift. 
La biografía que realizó de Arbus, una fotógrafa conocida por su enfoque poético de sujetos excéntricos y anormales, fue una evaluación matizada de la artista que también investigó los detalles espeluznantes de su vida, que culminó con el suicidio de Arbus en 1971. El libro fue aclamado por la crítica. Andrew Holleran, de la revista New York, dijo que era "una biografía que parece tener ... material más que suficiente para varias leyendas del arte". . . Patricia Bosworth ha creado un retrato fascinante ". Washington Post Book World lo calificó como "fascinante" y "una biografía convincente ... tan valiosa en sus conocimientos sobre la historia cultural de los años 50 y 60 como su comprensión del lugar especial que Arbus ocupa en ella". Sin embargo, el libro también demostró ser extremadamente controvertido, y no recibió la aprobación formal del patrimonio de Arbus. El trabajo de Bosworth todavía se considera ampliamente como la biografía definitiva de Arbus; fue la inspiración para la película de 2006 de Steven Shainberg Fur, protagonizada por Nicole Kidman como Diane Arbus, y Ty Burrell y Robert Downey Jr. como su esposo y amante respectivamente. 
Según Publishers Weekly, la biografía de Bosworth sobre Marlon Brando "ofrece un vívido recordatorio de los aspectos más destacados personales y profesionales de la vida de Brando... [Es] una biografía informativa de Brando que, debido al formato limitado de la serie Penguin Lives, insinúa pero no puede hacer justicia al gran desorden de la carrera y la vida de Brando. Ella proporciona un esbozo fino y detallado de sus días en Nueva York cuando tomó clases de actuación con Harry Belafonte, Elaine Stritch, Gene Saks, Shelley Winters, Rod Steiger y Kim Stanley, y presenta un gran retrato de la locura en el set de Last Tango en París (la coprotagonista Maria Schneider anunció que se llevaban bien 'porque los dos somos bisexuales')", pero en solo 228 páginas, la autora" no puede abordar la complejidad de su trabajo anterior". 
Pasó diez años completando una biografía de Jane Fonda, con quien había asistido a sesiones en el Actors Studio en los años 50 y 60. Fonda le otorgó a Bosworth acceso total; se reunieron frecuentemente durante todo el proceso de investigación del libro. La biografía de Bosworth, Jane Fonda: The Private Life of a Public Woman, estaba en la lista de los más vendidos del New York Times en 2011 y fue nombrada uno de los seis mejores libros del año de Kirkus Reviews. 
Además de sus biografías, Bosworth fue autora de dos memorias. Simon & Schuster publicó el primero, Anything Your Little Heart Desires: An American Family Story, en 1997. Cuenta la historia del padre de Bosworth, Bartley Crum, y cómo su decisión de defender a los Hollywood Ten en el apogeo del macartismo destruyó su carrera y finalmente lo llevó a su suicidio. Anything apareció en la portada de la New York Times Book Review y fue nombrado un libro notable del año en 1997. Tras la publicación de esta memoria, Bosworth se convirtió en una portavoz activa de los sobrevivientes de suicidio y la prevención del suicidio. Recibió el Premio Lifesavers de la Fundación Estadounidense para la Prevención del Suicidio en 1998. 
Su libro The Men in My Life: A Memoir of Love and Art in 1950's Manhattan fue publicado por HarperCollins en 2017. Examina la carrera de Bosworth como actriz, su temprana transición al periodismo y su primer y segundo matrimonio, así como también cómo sobrevivió a los suicidios de su hermano y su padre. 
En 2018, Bosworth lanzó Dreamer With a Thousand Thrills: The Redesiscovered Photographs of Tom Palumbo, publicado por powerHouse Books. El libro presenta fotografías de moda de Palumbo y retratos de celebridades de los años 50 y 60, así como varias obras que nunca se publicaron durante su vida. 
Trabajó durante su último proyecto, Protest Song, en el momento de su muerte. Protest Song (Farrar, Straus y Giroux) trata sobre el trabajo de Paul Robeson para crear una legislación federal contra el linchamiento, en la que colaboró su padre, y la posterior exitosa campaña de J. Edgar Hoover para poner en la lista negra a Robeson. El 26 de febrero de 2020, la Cámara de Representantes de los EE. UU. aprobó una legislación contra el linchamiento similar a la propuesta por Robeson y Crum. 

## Vida personal y muerte
Durante el segundo año de Bosworth en Sarah Lawrence, su querido hermano Bart Jr. se suicidó en Reed College en Portland, Oregón. Este evento, y el suicidio de su padre seis años después, en 1959, informaría el trabajo de Bosworth a lo largo de su vida. 
Durante su primer año en Sarah Lawrence, Bosworth se fugó con una estudiante de arte. El matrimonio se volvió abusivo y fue anulado después de dieciséis meses. Se casó con el novelista y dramaturgo Mel Arrighi en 1966; Los dos colaboraron en varios proyectos fuera de su trabajo individual. Arrighi murió debido a un paro cardíaco y complicaciones del enfisema el 17 de septiembre de 1986. A fines de la década de 1980, Bosworth fue presentada nuevamente al fotógrafo Tom Palumbo, a quien había conocido décadas antes cuando Palumbo había estado en el personal de Harper's Bazaar y Vogue. Palumbo estaba pasando de la fotografía al teatro de dirección. Ambos trabajaron juntos en varias obras de teatro para el Actors Studio y el Lincoln Center, incluida una producción de The Seagull protagonizada por Laura Linney como Nina y Tammy Grimes como Arkadina. Se casaron en 2000. Palumbo murió debido a complicaciones de la demencia con cuerpos de Lewy el 13 de octubre de 2008. Después de la muerte de Palumbo, Bosworth se unió a la junta del Centro de Recursos de Demencia del Cuerpo de Lewy. 
Murió el 2 de abril de 2020, en el hospital Mount Sinai West de la ciudad de Nueva York, debido a una neumonía y complicaciones de COVID-19, a la edad de 86 años.

## Trabajos
- Montgomery Clift: una biografía . Nueva York: Harcourt Brace y Bantam, 1978. (Reeditado por Limelight Press, 1980)
- Diane Arbus . Nueva York: Alfred Knopf y Avon, 1984. (Reeditado por WW Norton, 1995 y 2005)
- Making Contact (play) en Best One-Act Plays of 1991-1992 . Nueva York: Aplause Books, 1992
- Cualquier cosa que tu pequeño corazón desee: una historia familiar estadounidense . Nueva York: Simon y Schuster, 1997. (Reeditado por Touchstone, 1998)
- Marlon Brando . Nueva York: Viking / Penguin, 2001. (Parte de la serie Vidas )
- Jane Fonda: La vida privada de una mujer pública . Nueva York: Houghton Mifflin Harcourt, 2011
- John Wayne: La leyenda y el hombre: una mirada exclusiva dentro del archivo de Duke . John Wayne Enterprises, con contribuciones de Bosworth, Ron Howard, Ronald Reagan y Martin Scorsese. Nueva York: PowerHouse Books, 2012
- The Men in My Life: Love and Art in 1950s Manhattan . Nueva York: HarperCollins, 2017
- Soñador con mil emociones: las fotografías redescubiertas de Tom Palumbo . Nueva York: libros de powerhouse, 2018